# چاندا روبین
 چاندا روبین (انگلیسی: Chanda Rubin؛ زاده ۱۸ فوریهٔ ۱۹۷۶) یک تنیس‌باز اهل ایالات متحده آمریکا است.